# Cykelfrämjandet
Cykelfrämjandet (CF) är en intresseorganisation för cyklister i Sverige. Cykelfrämjandet bildades 1934 och hette åren 1954–1980 Cykel- och mopedfrämjandet (CMF).
Organisationen, med säte i Stockholms kommun, har som målsättning att göra Sverige till en nation av cyklister. Inom organisationen finns 28 lokala så kallade kretsar, vilka verkar för att göra den egna kommunen mer cykelvänlig. Cykelfrämjandet utgör i sin tur en av de 28 ideella medlemsorganisationerna i moderorganisationen Svenskt Friluftsliv tillsammans med exempelvis Friluftsfrämjandet, Svenska Cykelsällskapet, Riksförbundet Sveriges 4H, Scouterna och Svenska Turistföreningen. Dessa tillsammans har ca 2 miljoner medlemmar i närmare 7 000 lokala föreningar, enligt Svenskt Friluftslivs webbplats.
Cykelfrämjandet ger ut tidningen Cykling (tidigare namn Cyklisten 1935–1953 och Cykel- och mopednytt 1954–1980) som utkommer fyra gånger om året.

## Historia

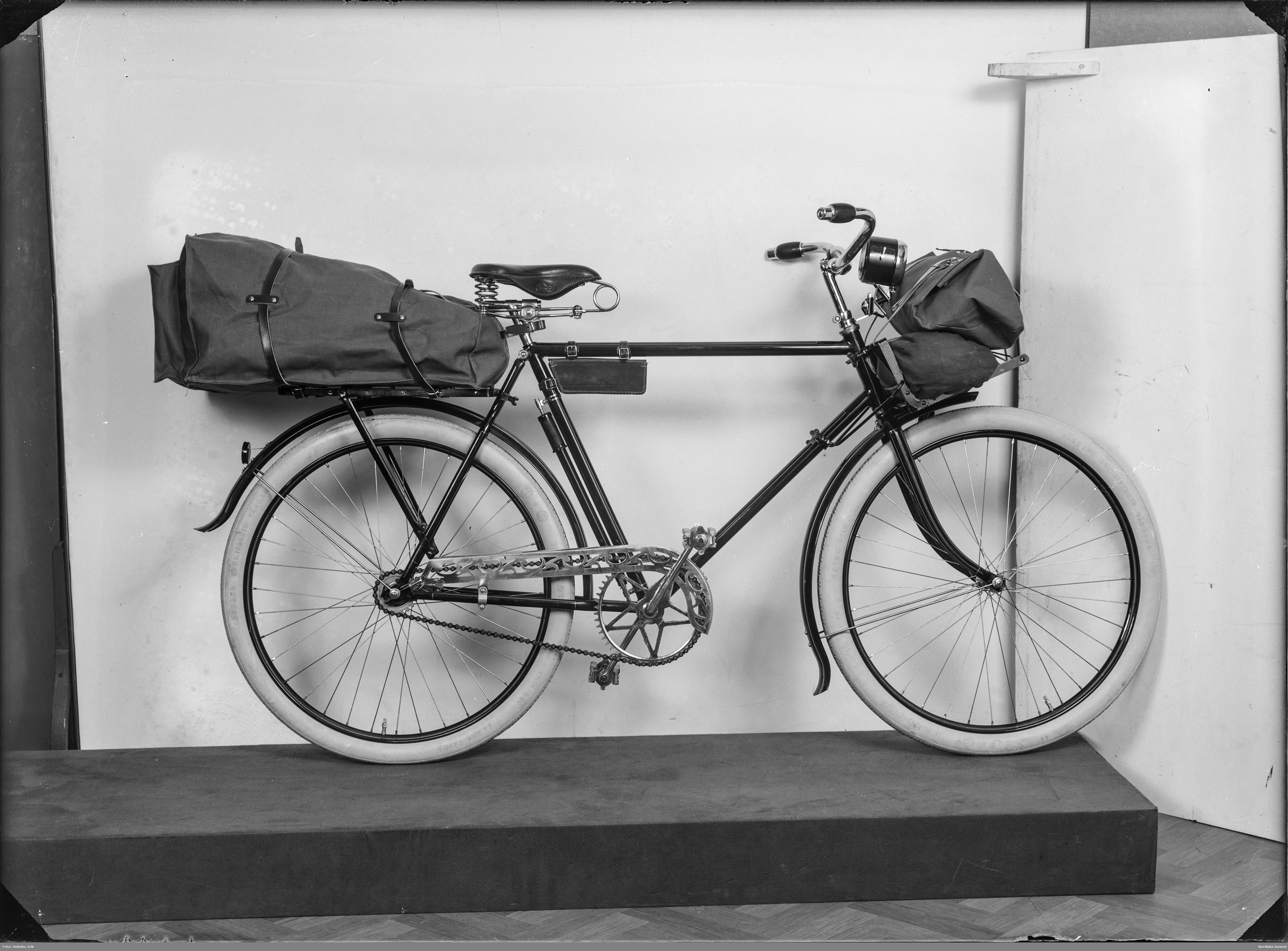
Campingcykel (1937)

När cykeln väl fått sin moderna form på 1890-talet blev det snart populärt att cykla. Cykeln bidrog till individuell frihet och ökad möjlighet att arbeta eller studera längre hemifrån. Inte minst för kvinnor gick cyklandet hand i hand med frigörelse från viktorianska normer, ofta parallellt med kampen för att få rösta, utbilda sig, arbeta och bestämma över sitt eget liv. Cykeln förknippades med modernitet, rörelse och frihet, och betydelsen för hälsan lyftes ofta fram. Redan på1910-talet hade mer än var tionde svensk en cykel, och vid mitten på 1920-talet hade var fjärde svensk en cykel, vilket gjorde Sverige till ett av världens cykeltätaste länder.

### Cykelfrämjandet bildas
Efter bildandet 29 november 1934 krävde föreningen snart att cykelvägar skulle vara en del av all stadsplanering. Vid sidan om arbetet för bättre säkerhet på vägarna, jobbade föreningen för att ta fram prisvärda och funktionella cyklar. De tidiga cyklarna var i regel svarta, men under 1930-talet började cyklar säljas i olika färger. Nu  tillkom även ballongdäck, som fjädrade mer och var lämpliga för cykelbud och andra som hade tung last.
I slutet av 1930-talet fanns över två miljoner cyklar i Sverige, och det såldes flera hundra tusen fler varje år. Allt fler länder införde nu lagstadgad semester, och som följd av 1937 års svenska fritidsutredning etablerades på 1940-talet begreppet allemansrätt och med den blev fenomenet cykelsemester allt mer populärt.

### Cykelns guldålder
"Cykelns guldålder i Sverige inföll på 1940-talet", står det i Cykelfrämjandets jubileumsnummer av tidningen Cykling. Den svenska cykelindustrin slog produktionsrekord 1948, då 750 000 cyklar tillverkades. Krigsårens ransoneringar begränsade möjligheterna att använda motorfordon, så cykeln var för många ett nödvändigt transportmedel. Efter kriget började bilismen åter växa, och 1950-talet markerade massbilismens intåg i folkhemmet. Stadsplaneringen förändrades, för att underlätta biltrafik. Motorfordonen var så dominerande att Cykelfrämjandet 1954 såg sig tvingade att byta namn till Cykel- och mopedfrämjandet.

### Från infrastruktur till fritidsnöje
Den växande miljömedvetenheten i början av 1970-talet ökade åter intresset för cykling, men cykelförsäljningen var fortsatt låg. Industrin prövade nya grepp, som minicyklar, racercyklar och på 1980-talet även mountainbikes, vilket förvandlade cyklingen från infrastruktur till sport- och fritidsnöje. 1987 slutade SJ pollettera cyklar på sina tåg; det blev i princip omöjligt att kombinera- tåg och cykelresor, vilket länge legat Cykelfrämjandet varmt om hjärtat. Under samma tid byggdes dock allt fler cykelbanor, även i storstäder som Stockholm, och politiker började åka på studieresor till cykelvänliga städer som Amsterdam och Köpenhamn.

### Pånyttfött intresse
Under 1990-talet började alltfler städer förtätas, och bilens roll ifrågasattes. På vissa håll infördes biltullar för att begränsa bilismen. Cykelfrämjandets nya ordförande, TV-personligheten Gun Hägglund, gav föreningen och cykelfrågorna ökad uppmärksamhet. Intresset fortsatte att växa efter millennieskiftet då Stella Fare – känd för utbyggnaden av cykelbanor i Stockholm – tillträdde som ordförande år 2004. År 2009 lanserades Kommunvelometern, en årlig undersökning och jämförelse av kommunernas insatser för cykling.

### Nya material och modeller
Några år in på 2000-talet återstod ingen inhemsk renodlad cykeltillverkning i Sverige, bara viss slutmontering. Utvecklingen gick vidare, med superlätta cyklar i kolfiber och elcyklar, som underlättat för längre färdsträckor, och lastcyklar, som kan bära större laster och i viss mån passagerare. För barns cykeltillvänjning ersattes cyklar med stödhjul av så kallade spring- eller balanscyklar.
År 2017 inrättades VTI Cykelcentrum – ett nationellt kunskapscentrum för cykelforskning, och året därpå antogs den Nationella cykelstrategin, som ska lyfta cykelns roll i Sveriges framtida transportlösningar.

## Debatt om hjälmlag för vuxna

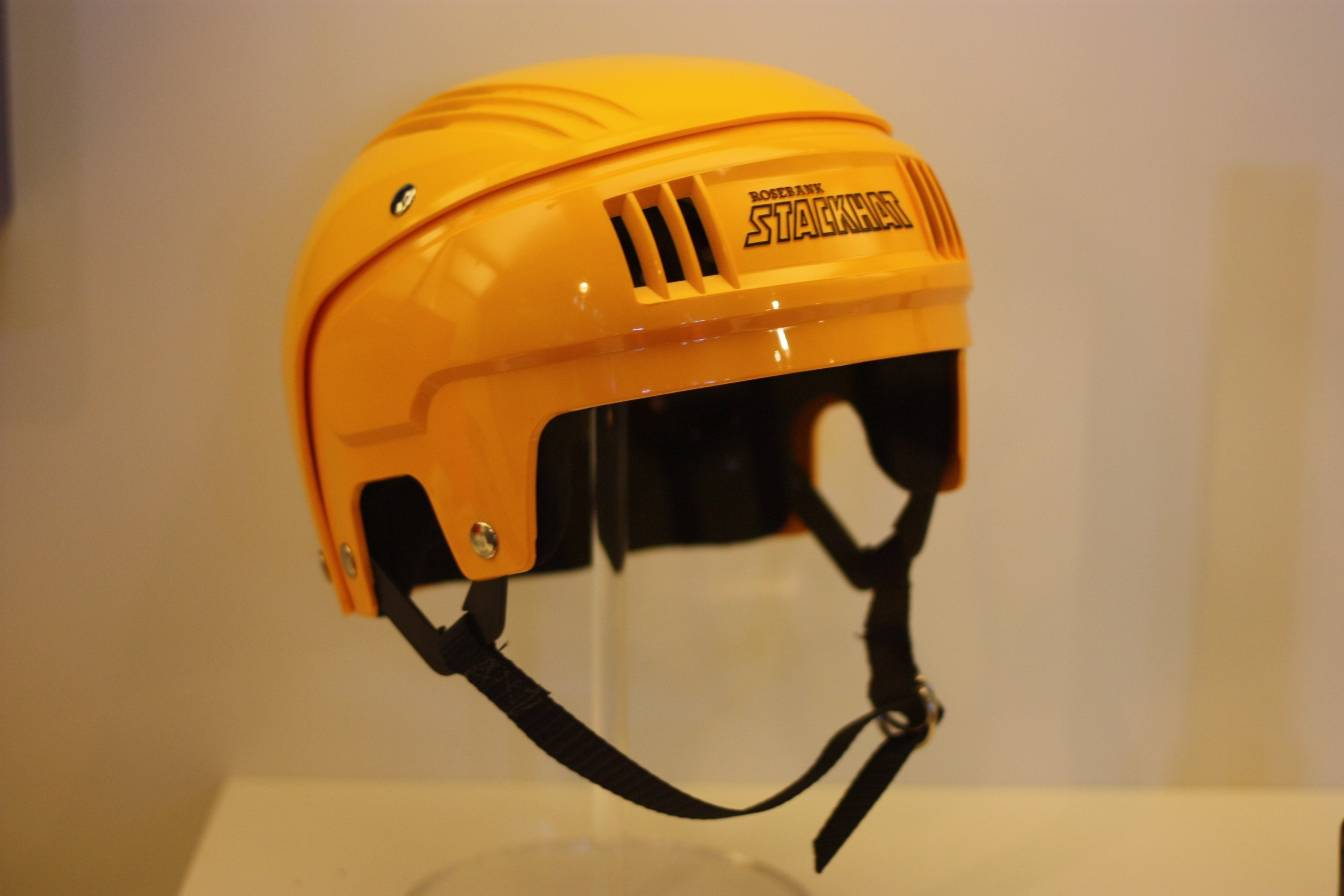
Cykelhjälm från 1980-talet.

Organisationen strävar både för att fler människor skall cykla och för en säkrare trafikmiljö för alla trafikantgrupper. Att få fler att börja cykla kan dock krocka med säkerhetstänkande. Då det debatterades om ett införande av lag om cykelhjälm även för vuxna tog Cykelfrämjandet avstånd från denna tanke, vilket bland annat nämns i Aftonbladets nätupplaga den 4 maj 2000, där Cykelfrämjandets generalsekreterare och en neurolog framvisar två vitt skilda ståndpunkter. Inom Cykelfrämjandet fruktar man att en sådan lag skulle göra att folk, i synnerhet ungdomar, skulle minska ner på sitt cyklande eller helt sluta cykla och detta vore olyckligt för folkhälsan. Neurologen ansåg denna hållning vara: ”En förbannad cynism och kvalificerat skitsnack.” När cykelhjälmslagen infördes år 2005 gällde den dock bara barn upp till 15 år.
Cykelfrämjandet vidhöll dock sin hållning även sedan dåvarande infrastrukturminister Ulrica Messing år 2006 åter tagit upp förslaget att hjälmlagen skulle utvidgas till att omfatta vuxna.

## Cykelfrämjandets 11-punktersprogram för ökad trafiksäkerhet
Cykelfrämjandet har utarbetat ett 11-punktersprogram för ökad trafiksäkerhet, vilket i maj 2002 även undertecknades av Vägverket, Svenska Kommunförbundet, Cykelorganisationerna och cykelbranschen. De främsta målen är ökad säkerhet, ökad efterlevnad av trafikregler och cykelns integration i stadsbilden samt givetvis en ökad användning av cykeln som fordon. Man arbetar även med så kallad Cykelvägsanalys, för att förbättra standarden på cykelbanor.

## FaR, Fysisk aktivitet på recept
Cykelfrämjandet arbetar även med FaR, det vill säga Fysisk aktivitet på recept. En patient kan via den vanliga sjukvården få ett recept på motion och kan även få hjälp med att söka sig till någon lämplig organisation, vilken i sin tur lägger upp ett motionsschema för patienten. Det hela följs upp av den som skrivit ut ordinationen precis som om det gällt ett receptbelagt läkemedel. Cykling jämte simning är två former av aktivitet som i mycket låg grad sägs fresta på lederna även om aktiviteten bedrivs förhållandevis extensivt.

## Miljöpris
Tillsammans med Tedak AB och Mälardalens högskola fick Cykelfrämjandet på Världsmiljödagen den 5 juni 2000 mottaga ett miljöpris i Eskilstuna för att de ”alltid arbetat för att skapa ett ekologiskt hållbart samhälle”. Detta enligt Eskilstuna-Kurirens nätupplaga av den 6 juni 2000.

## Cykelleder
Cykelfrämjandet anlade cykelleden Cykelspåret som går längs Sveriges ostkust.

## Cykelrapporten
Cykelfrämjandet har tillsammans med Folksam tagit fram en webbplats och appar till både iOS och Android för att cyklister ska kunna rapportera felaktigheter i cykeltrafiken samt förslag till förbättringar. Ett system för att rösta på andra resenärers förslag finns också. Resultat med mer än 10 röster skickas digitalt till berörd myndighet (kommunkontor) baserat på vilket geografiskt område rapporten åsyftar för vidare åtgärd.